# 常木実
常木 実（つねき みのる、1913年7月31日 - 2005年1月31日）は、日本のドイツ文学者。
千葉県生まれ。1938年東京帝国大学文学部独文科卒。外務省嘱託、旧制山形高等学校教授、旧制浦和高等学校教授。戦後東京大学教養学部助教授、教授、74年定年退官、名誉教授、帝京大学医学部教授、94年退職。

## 著書
- 『入門ドイツ語 初級から中級へ』郁文堂出版　1956
- 『接続法 その理論と応用』郁文堂出版　1960
- 『わかるドイツ語 実力編』三省堂　1966
- 『わかるドイツ語 基礎編』三省堂　1966
- 『法経科大学生のドイツ語入門』三修社　1968
- 『標準ドイツ語』郁文堂出版　1970
- 『新講現代のドイツ語』三省堂　1976
- 『わかりやすいドイツ語入門』朝日出版社　1977
- 『ミニドイツ文法読本』朝日出版社　1990
- 『新わかるドイツ語 基礎編』三省堂　新わかる語学シリーズ　2001

### 共編著
- 『大学ドイツ語講座 第4巻　大学二年理科篇』青木一郎,武村次郎共著　郁文堂出版　1955
- 『初級ドイツ語』国松孝二,藤田五郎共著 河出書房新社 1958
- 『ドイツ重要基礎熟語2000 熟語』編　三修社 ドイツ語文庫　1958

### 翻訳
- フォン・ミクシュ『独英イラン争覇記 ドイツのロレンス・ヴァスムスの闘争』村松正俊共訳 泰山房 1940
- F.L.ネーエル『レントゲン』天然社　1942
- ゲーテ『ライネケ・フックス 完訳』地平社 1948 「狐物語」河出書房市民文庫
- ボーデ『ゲーテの恋愛生活』河出文庫　1956
- ルードヴィヒ・トーマ『悪童物語』立川洋三共訳 三修社 ドイツ語文庫　1957
- パウル・ハイゼ「ララビアータ」『ドイツの文学 第12巻 (名作短篇)』三修社 1966
- ヘッセ「デーミアン」『世界文学全集 第54』集英社 1968
- J.G.シュナーベル『南海の孤島フェルゼンブルク』郁文堂　1973